# 化学当量
化学当量（かがくとうりょう、英語: chemical equivalent）は、化学反応における量的な比例関係を表す概念である。化学当量以外にも当量は存在するが、化学の領域において単に当量といえば化学当量を表す。代表的なものとして質量の比を表すグラム当量と物質量の比を表すモル当量とがある。当量を表す単位としては、Eqを用いる。

## グラム当量
元素の当量を示す場合、原子量を原子価で除した値のグラム数をグラム当量と呼ぶ。すなわち、相手の原子価1モル相当と結合する原子の質量がグラム当量となる。
グラム当量は倍数比例の法則など化学量論が確立する過程において、酸素と結合する元素の重量で化学反応の量的関係を定義した時代に定義された量である。したがって、もともとのグラム当量の定義は「酸素7.999 gと結合する元素のグラム重量」が各元素のグラム当量である。酸素と反応しない元素に関しては、酸素と反応する第3の元素のグラム当量を介して定義された。
今日においては、元素間の当量関係が取り上げられる古典的な化学論を学習する機会くらいなので、グラム当量を使用することは稀である。言い換えると、今日では物質の量的関係を示す場合は、物質量（いわゆる「モル数」）を使用することが通例であり、重量を使う場面は極めて少ない。
酸・塩基については、（分子量または式量）／価数、すなわち1 molの水素イオンを授受する酸・塩基のグラム数を1グラム当量とし、酸化剤・還元剤については、（分子量または式量）／授受する電子の数、すなわち1 molの電子を授受する酸化剤・還元剤のグラム数を1グラム当量とする。
例えば、2価の酸である硫酸の分子量を98とすると、硫酸の1グラム当量は49 gである。98 gの硫酸は2グラム当量となる。初歩の学習者には質量を表す「グラム当量」と、酸・塩基が授受する水素イオンの物質量、酸化剤・還元剤が授受する電子の物質量に相当する「グラム当量数」との混同が見受けられるので注意されたい。

## モル当量
化学反応において、反応物のあいだの量的関係を示す場合にモル当量が用いられる。例えば、炭素と酸素から一酸化炭素が生成する場合は炭素1モルに対して、酸素分子1/2モルが消費される。この量的関係を「炭素は1/2当量の酸素分子と反応して一酸化炭素を生成する」と言い表すが、この場合の当量は質量比ではなく物質量比について量的関係を言い表している。

## 電気化学当量
電気化学の電極反応は酸化還元反応なので、電荷の移動量と酸化還元の反応量との量的な比例関係を表す場合があり、その際に電気当量が用いられる。この量的関係はファラデーの電気分解の法則で規定され、電気量のモル当量単位としてファラデー（F）が定義されている。言い換えると、電気当量は酸化還元反応の半反応式について1モル当量の酸化もしくは還元反応を引き起こす電子の移動量を電荷量であらわしたものである。